# Henri Béghin (industriel)
Pour les articles homonymes, voir Henri Béghin et Béghin.
 (novembre 2023).
 (octobre 2023).
La mise en forme du texte ne suit pas les recommandations de Wikipédia : il faut le « wikifier ».
Les points d'amélioration suivants sont les cas les plus fréquents. Le détail des points à revoir est peut-être précisé sur la page de discussion.
- Les titres sont pré-formatés par le logiciel. Ils ne sont ni en capitales, ni en gras.
- Le texte ne doit pas être écrit en capitales (les noms de famille non plus), ni en gras, ni en italique, ni en « petit »…
- Le gras n'est utilisé que pour surligner le titre de l'article dans l'introduction, une seule fois.
- L'italique est rarement utilisé : mots en langue étrangère, titres d'œuvres, noms de bateaux, etc.
- Les citations ne sont pas en italique mais en corps de texte normal. Elles sont entourées par des guillemets français : « et ».
- Les listes à puces sont à éviter, des paragraphes rédigés étant largement préférés. Les tableaux sont à réserver à la présentation de données structurées (résultats, etc.).
- Les appels de note de bas de page (petits chiffres en exposant, introduits par l'outil «  Source ») sont à placer entre la fin de phrase et le point final[comme ça].
- Les liens internes (vers d'autres articles de Wikipédia) sont à choisir avec parcimonie. Créez des liens vers des articles approfondissant le sujet. Les termes génériques sans rapport avec le sujet sont à éviter, ainsi que les répétitions de liens vers un même terme.
- Les liens externes sont à placer uniquement dans une section « Liens externes », à la fin de l'article. Ces liens sont à choisir avec parcimonie suivant les règles définies. Si un lien sert de source à l'article, son insertion dans le texte est à faire par les notes de bas de page.
- La présentation des références doit suivre les conventions bibliographiques. Il est recommandé d'utiliser les modèles {{Ouvrage}}, {{Chapitre}}, {{Article}}, {{Lien web}} et/ou {{Bibliographie}}. Le mode d'édition visuel peut mettre en forme automatiquement les références.
- Insérer une infobox (cadre d'informations à droite) n'est pas obligatoire pour parachever la mise en page.

Pour une aide détaillée, merci de consulter Aide:Wikification.
Si vous pensez que ces points ont été résolus, vous pouvez retirer ce bandeau et améliorer la mise en forme d'un autre article.
Henri Béghin est un industriel et homme d'affaires français, né le 28 avril 1873 à Thumeries et mort le 4 septembre 1944 à Royat. Il est le fondateur avec son frère Joseph de l'entreprise sucrière Ferdinand Béghin. Il est le père de Ferdinand Béghin qui fondera Béghin Say en 1972.

## Biographie
En 1896, à la suite du décès de leur père Ferdinand, Joseph et Henri Béghin entreprennent de moderniser la sucrerie familiale de Thumeries Cogez Béghin et créent en 1898 la Société des Sucreries et Raffineries Ferdinand Béghin.
Accompagnés de l'industriel Jean Prouvost, Henri et Joseph Béghin vont développer la filière sucrière de leur région en organisant localement la production betteravière et l'activité de plusieurs sucreries et entrepôts de la région et en regroupant sous une même tutelle les filières secondaires du cartonnage, de l'impression, du transport, etc.
La production de la sucrerie de Thumeries croît de manière importante. Elle peut traiter 600 tonnes de betterave en une journée en 1900 et en traite effectivement 150 000 tonnes en 1914. Depuis 1900, et malgré un capital moins important, la sucrerie de Thumeries a une production quasiment identique à celle de son principal concurrent Français de l'époque, la société Henri Say,. La crise du corner sur le sucre égyptien provoquée en 1905 par le collaborateur et liquidateur testamentaire d'Henry Say Ernest Cronier affaiblit l'entreprise Say, l'endette temporairement et lui fait perdre sa position dominante au profit des sucreries F. Béghin.
Après la guerre, le montant des dommages de guerres attribués à la sucrerie de Thumeries s'élève à 127 millions de francs,.
En 1923, la Maison des Ingénieurs Agronomes est coadministrée par Henri Béghin.
Vers 1925, Henri Béghin intègre son fils Ferdinand à l'entreprise familiale.
La société Entrepôts de Thumeries est gérée par Joseph et Henri Béghin en 1930.
Si son frère Joseph reste domicilié à Thumeries, commune dont il deviendra le maire, Henri Béghin s'installe rapidement à Paris et entreprend de constituer un empire économique. Il investit avec son ami Jean Prouvost, et par la suite avec son gendre Bernard Ruffier d'Épenoux, dans des domaines d'activités très divers comme l'acquisition des journaux Paris-Midi et Paris-Soir en 1930[réf. souhaitée], en créant, en 1933, la Société d'Imprimerie de la Rue du Louvre, en 1934 l'entreprise de travaux publics Les Applications du Bitume avec Charles Lefebvre, ingénieur des ponts et chaussées, ou encore, en 1936, la Compagnie Moderne de Radiodiffusion. 
En 1939, à la suite du décès en janvier de son directeur François Morel, la société Ferdinand Béghin acquiert la Sucrerie Générale d'Arras fondée en 1922 à l'initiative d'un jeune négociant en vins et spiritueux du Pas-de-Calais, Edmond Dubois,.
En mars 1936, Henri Béghin est fait Chevalier de la Légion d'honneur.
Avant 1942, la société immobilière Société Africaine d'Exploitations Agricoles est créée par Henri Béghin et son gendre Bernard Ruffier d'Épenoux.
En 1942, Henri Béghin est actionnaire majoritaire de la Société du Domaine de l'Étoile, un vaste domaine viticole de 232ha à l'ouest d'Oran dans la vallée de Safsaf.